# Niedrigwasserschleuse Magdeburg
Die Niedrigwasserschleuse Magdeburg ist ein Bauwerk, das im Rahmen des Wasserstraßenkreuzes Magdeburg ausgeführt wurde. Die Schleusenanlage liegt bei Rothensee an der Steinkopfinsel und dient dazu, die Wasserstände im Rothenseer Verbindungskanal (RVK) und im Hafen Magdeburg ganzjährig auf hohem Niveau zu halten. Sie wird nur bei niedrigen Elbwasserständen betrieben und steht bei höheren Elbwasserständen zur freien Durchfahrt offen. Der Betrieb ermöglicht es, einen Wasserstand von rund vier Metern zu gewährleisten. Die Nutzlänge der Schleuse beträgt – analog zu den Schleusen Rothensee und Hohenwarthe – 190 Meter. Die nutzbare Kammerbreite beträgt 25 Meter. Neben der Schleuse wurde ein Pumpwerk für die Aufrechterhaltung des Wasserstandes und für den Betrieb der Schleuse errichtet.

## Vorgeschichte
Eine ganz ähnliche Anlage war bereits vor dem Zweiten Weltkrieg begonnen worden. Die beiden Schleusenbecken sind wenige hundert Meter weiter südlich am Industriehafen erhalten.

## Entstehung
Im Zuge des Verkehrsprojekts Deutsche Einheit Nr. 17, des einzigen Wasserstraßenprojekts in diesem Rahmen, wurden umfassende Baumaßnahmen für das Wasserstraßenkreuz Magdeburg ausgeführt. Um auch die Magdeburger Häfen anzuschließen und wirtschaftlich besser nutzbar zu machen, wurde im südlichen Abschnitt des Rothenseer Verbindungskanals zur Elbe ein Schleusenneubau vorgesehen, um die Wasserstände im Magdeburger Hafen auf einem Mindestniveau von vier Metern halten zu können.
Der Neubau der Schleuse Rothensee, welche den Abstieg von Großmotorgüterschiffen und Schubverbänden mit einem Tiefgang von bis zu 2,80 m erlaubt, macht es auch erforderlich, die Anschlussstrecke unterhalb der Schleuse für solche Abladetiefen auszubaggern. Die maximale Ausnutzung der Abladetiefe kann nur erfolgen, wenn dies die Wasserstände im Rothenseer Verbindungskanal (ehemals Abstiegskanal Rothensee) erlauben. Die Wasserstände hier waren bisher von der Elbe abhängig, da die Verbindung zur Elbe offen war und die Wasserstandsschwankungen der Elbe unmittelbare Auswirkungen auf den Rothenseer Verbindungskanal und damit die Magdeburger Häfen hatten.
Die Vorbereitungen zum eigentlichen Bau der Niedrigwasserschleuse Magdeburg wurden 2006 aufgenommen. Dazu zählten beispielsweise die Kampfmittelbeseitigung im Baugebiet sowie der Rückbau von Altbauwerken (drei Dükerrohre) im Baubereich.
Mit dem feierlichen ersten Rammschlag am 23. Mai 2007 wurde die Baumaßnahme offiziell begonnen. Die Schleusenkammer konnte am 7. Juli 2011 für die Schifffahrt freigegeben werden. Der Bau des Pumpwerks wurde durch das Hochwasser im Frühjahr 2013 beeinträchtigt.
Die Freigabe für den Verkehr erfolgte am 12. Dezember 2013.
Die Kosten für den Bau der Niedrigwasserschleuse betrugen rund 65 Millionen Euro. Die Baumaßnahme wurde mit 27,3 Millionen Euro aus dem Europäischen Fonds für regionale Entwicklung gefördert.

## Bilder

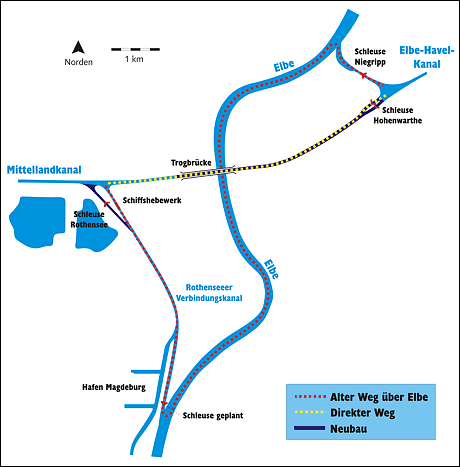
Erläuterung zum alten und neuen Verkehrsweg
Erster Rammschlag am 23. Mai 2007
Erster Rammschlag mit nächster Doppelbohle am Kran
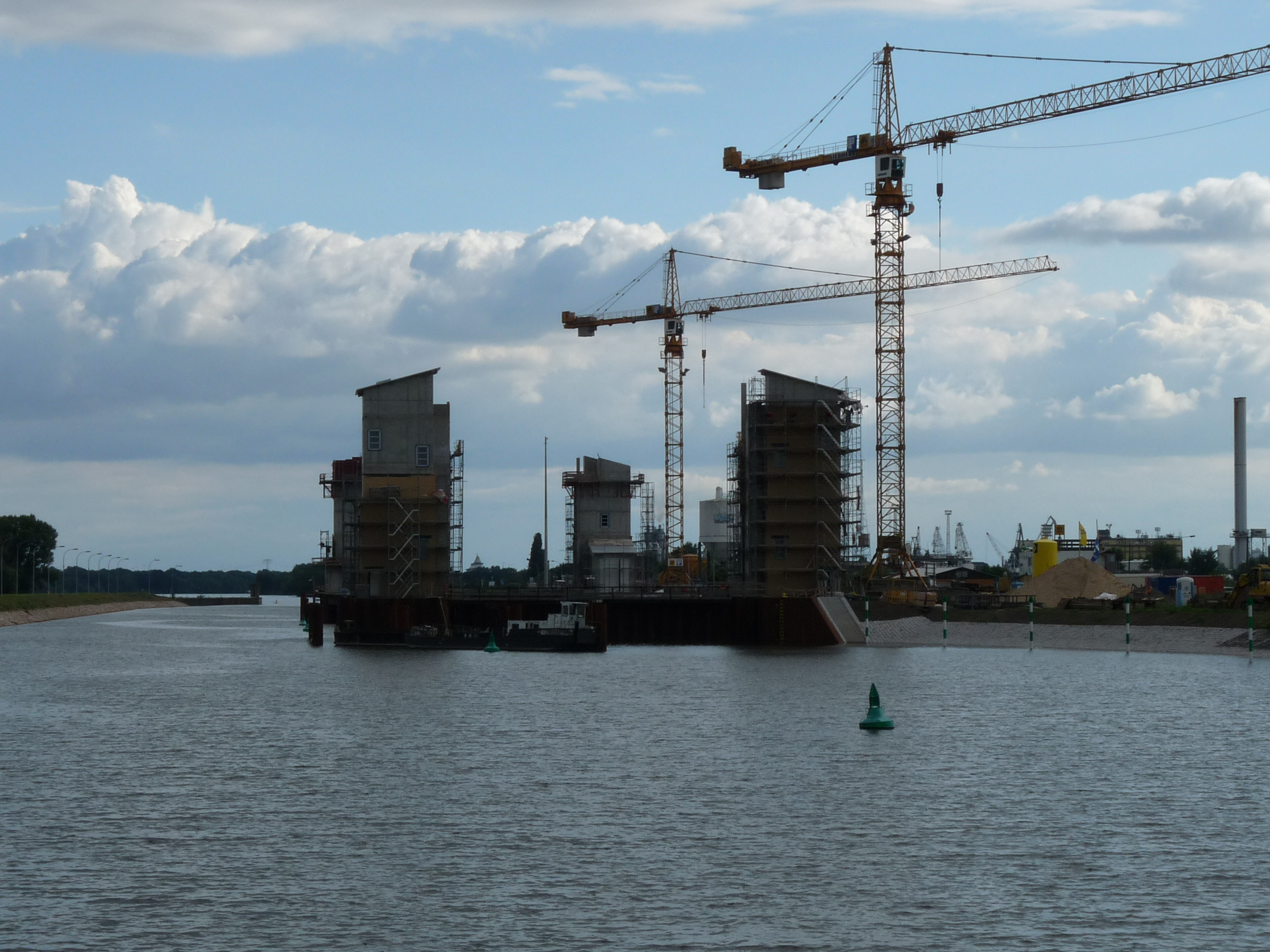
Baustelle Niedrigwasserschleuse